# جان بورجس
جان بورجس (انگلیسی: John Burgess؛ ‏ ۲ فوریهٔ ۱۹۳۳ – ۱۵ نوامبر ۲۰۱۰) بازیگر اهل بریتانیا بود.
از فیلم‌ها یا مجموعه‌های تلویزیونی که وی در آن‌ها نقش داشته‌است، می‌توان به ایست‌اندرز، سلامم را به برود استریت برسانید و پوآرو اشاره نمود.